# Lamminger

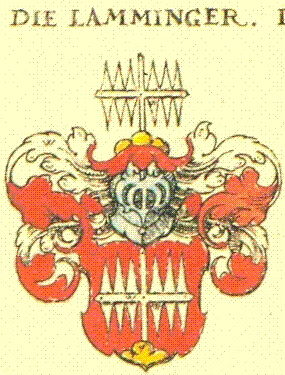
Wappen der Familie

Die Lamminger (auch Lomaner, bzw. Laminger) waren ein altes bayerisches und oberpfälzer Adelsgeschlecht.

## Geschichte
Das mit den Herren von Hertenberg verwandte Geschlecht führte mit diesen ein gemeinsames Wappen, das eine silberne Schranke auf einem grünen Dreiberg zeigte. Johel Lomaner erhielt in der Mitte des 14. Jahrhunderts vom Stift Waldsassen in der Oberpfalz als Ministeriale das Lehngut Aujest beim Heiligenkreuz im benachbarten Egerland. Nach seinem frühen Tode wurde das Erbe des minderjährigen Hans genannt Leupold ab 1377 von dessen Vormündern, den Egerer Patriziern Heinrich Schlik und Hans Hirnlos verwaltet. Im Jahre 1416 trat Hans Leupold Lomaner seinen Besitz größtenteils an den Waldsassener Abt Nikolaus Eppenreuther ab. Dessen Nachfolger Abt Johann VI. bestätigte Hans Leupold Lomaner den Besitz von sieben Höfen als Lehen, von denen zwei zu einem wüsten Ort Pfaffenreuth in der Oberpfalz gehörten. Im 15. Jahrhundert kam das Gut in Albenreuth bei Eger hinzu, nach welchen die Laminger das Adelsprädikat von Albenreuth führten, Freiherrn wurden und später den Grafenstand erreichten. Wilhelm Lomaner verkaufte 1453 seinen Besitz in Albenreuth und dem benachbarten Bad Neualbenreuth in dem steuerrechtlichen Sondergebiet der Frais mit den dazugehörigen Untertanen und Einkünften an das Kloster Waldsassen, wogegen der Magistrat der Stadt Eger erfolgreich protestierte. Abt Nikolaus IV. willigte nach langem Streit in die Abtretung des Landbesitzes der Lehnsträger Laminger von Albenreuth an die Stadt Eger unter Beibehaltung des Umfangs zu Zeiten des verstorbenen Hans Leupold Laminger, ein. Während der Zeit von 1553 bis 1669, als der Grundbesitz des Klosters Waldsassen von kurpfälzisch-evangelischen Pflegern verwaltet wurde, nahmen Angehörige der Laminger von Albenreuth den evangelisch-lutherischen Glauben an.
Während des Dreißigjährigen Krieges und der Rekatholisierung in Böhmen konvertierte Wolf Wilhelm Laminger von Albenreuth zum Katholizismus und konnte danach seinen Besitz durch Neuerwerbungen im Chodengebiet in Westböhmen beachtlich erweitern. Dessen Sohn Wolf Maximilian Laminger von Albenreuth erlangte wegen der grausamen Niederschlagung des Aufstandes der Choden gegen seine Herrschaft in der Literatur den Ruf als eine Teufelsgestalt mit Namen Lomikar. Der Zweig der Lamingár von Albenreut erlosch im 18. Jahrhundert.